# Stradă

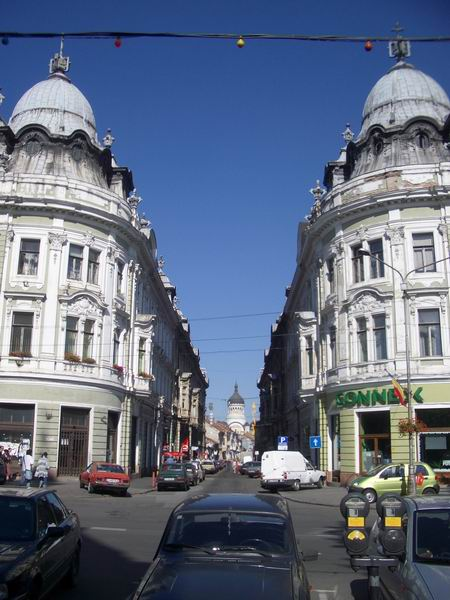
Strada Iuliu Maniu din Cluj-Napoca.

O stradă este un drum (pavat sau asfaltat) în interiorul unei localități, de-a lungul căruia se înșiră, de o parte și de alta, trotuarele și casele.
O stradă se deosebește de un bulevard sau de o cale prin faptul că nu este așa de largă. Despre o stradă foarte îngustă se spune că este o străduță. O stradă cu o singură intrare se numește chiar intrare.
O stradă poate cuprinde:
- trotuare pentru pietoni;
- piste pentru biciclete;
- benzi pentr autovehicule;
- șine pentru tramvaie;
- mici spații verzi.